# Polianka
Polianka é um município da Eslováquia, situado no distrito de Myjava, na região de Trenčín. Tem 9,42 km² de área e sua população em 2018 foi estimada em 387 habitantes.

## Demografia
| Ano:        | 1994 | 2004    | 2014   | 2024   |
| ----------- | ---- | ------- | ------ | ------ |
| Broj ljudi: | 401  | 356     | 384    | 396    |
| Razlika:    |      | -11,22% | +7,86% | +3,12% |

| Ano:               | 2023 | 2024   |
| ------------------ | ---- | ------ |
| Número de pessoas: | 404  | 396    |
| Diferença:         |      | -1,98% |